# Ronja
Ronja är ett svenskt kvinnonamn som blev populärt i Sverige och andra länder i slutet av 1900-talet genom Astrid Lindgrens berättelse Ronja rövardotter från 1981. 

## Historik
Idén till namnet (och många andra namn i Ronja Rövardotter) fick Lindgren från en bilatlas. Namnet Ronja kommer ifrån sjön Juronjaure i Lappland.
Lindgren var dock inte först med att använda Ronja som namn, utan det har funnits sedan tidigare med andra etymologier. Det är även ett ryskt smeknamn för Veronika och en skandinaviserad form av det hebreiska Ronyah ("Guds glädje").[källa behövs]

### Användning
År 2020 fanns det 6 677 personer som hette Ronja i Sverige, varav 4 stycken var män. År 2006 i Finland 3 054 och år 2009 i Norge 1 311 kvinnor med Ronja som förnamn (i slutet av respektive år). Namnet har varit bland de hundra vanligaste namnen för nyfödda flickor i flera europeiska länder, utanför Norden till exempel i Nederländerna och Tyskland.
I Danmark finns en annan barnbok om en flicka som heter Ronja, skriven av Lene Fauerby. Den handlar om Ronja som är storasyster och hennes lillebror Lars. Namnet Ronja har dock inte namnsdag i Danmark.

### Namnsdag
Ronja har namnsdag den 12 februari i Norge. Från och med 2018 har Ronja namnsdag den 14 september i den officiella svenska namnlängden, vid sidan av Ida. Båda namnen har skapats eller populariserats via böcker av Astrid Lindgren. I den finlandssvenska namnsdagslängden har Ronja namnsdag 4 februari sedan 2000.